# Charrey-sur-Seine
Charrey-sur-Seine ist eine Gemeinde im französischen Département Côte-d’Or in der Region Bourgogne-Franche-Comté. Sie gehört zum Kanton Châtillon-sur-Seine und zum Arrondissement Montbard.
Nachbargemeinden sind Mussy-sur-Seine im Nordwesten, Grancey-sur-Ource im Norden, Autricourt im Nordosten, Chaumont-le-Bois im Osten, Obtrée im Südosten, Villers-Patras im Süden, Pothières im Südwesten und Noiron-sur-Seine und Gomméville im Westen.

## Bevölkerungsentwicklung
| Jahr                       | 1962 | 1968 | 1975 | 1982 | 1990 | 1999 | 2008 | 2015 |
| -------------------------- | ---- | ---- | ---- | ---- | ---- | ---- | ---- | ---- |
| Einwohner                  | 201  | 193  | 211  | 190  | 154  | 139  | 139  | 151  |
| Quellen: Cassini und INSEE |      |      |      |      |      |      |      |      |

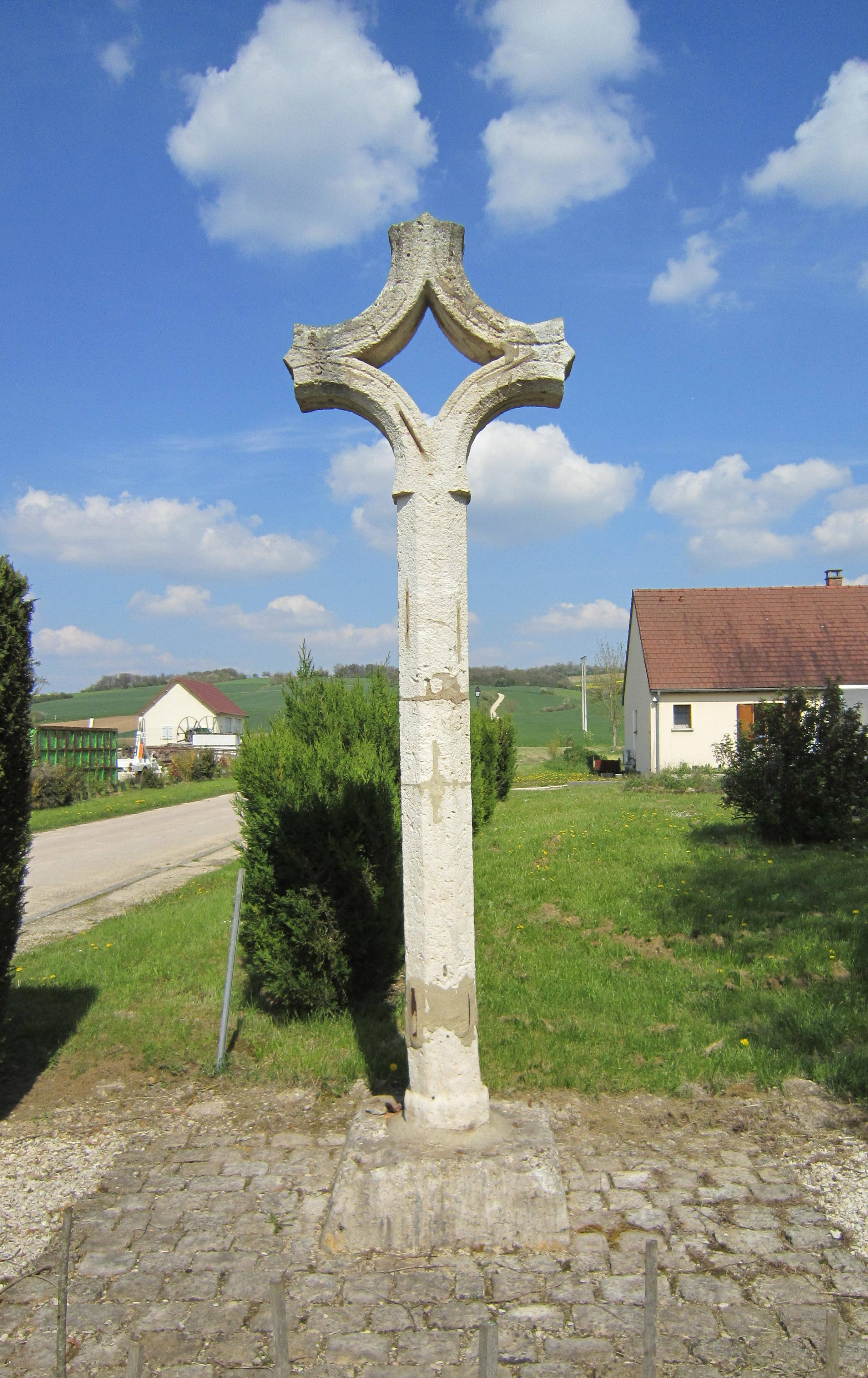
Croix du Châtillonnais de Charrey-sur-Seine, Flurkreuz, Monument historique seit 1925
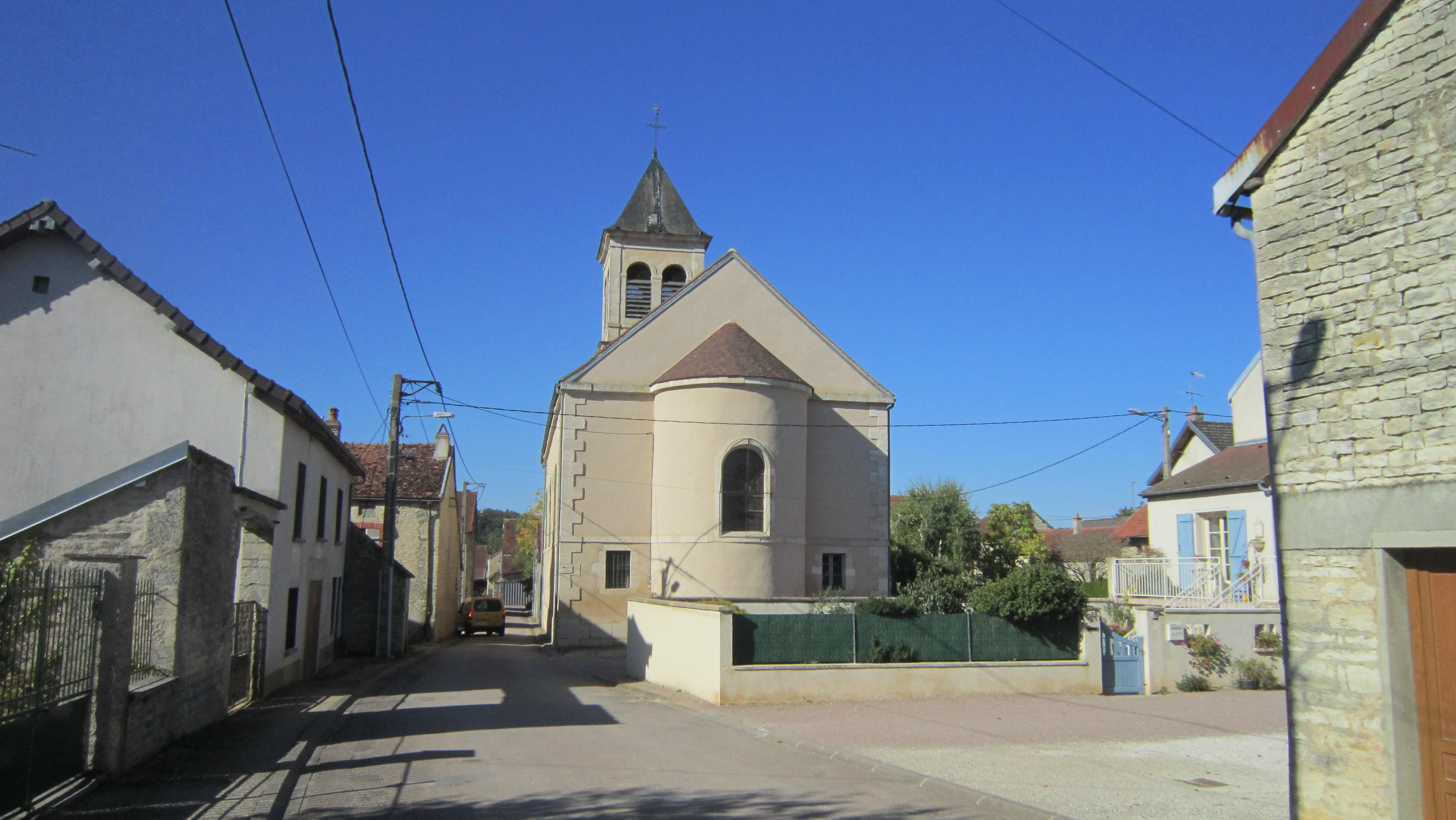
Kirche Saint-Hilaire

## Weinbau
Die Rebflächen in Charrey-sur-Seine liegen im Weinbaugebiet Bourgogne.